# Comuna Izvoru Bârzii, Mehedinți
Izvoru Bârzii este o comună în județul Mehedinți, Oltenia, România, formată din satele Balotești, Halânga, Izvoru Bârzii (reședința), Puținei, Răscolești, Schinteiești și Schitu Topolniței.

## Demografie
Componența etnică a comunei Izvoru Bârzii
     Români (89,6%)
     Alte etnii (0,08%)
     Necunoscută (10,32%)
Componența confesională a comunei Izvoru Bârzii
     Ortodocși (89,2%)
     Alte religii (0,24%)
     Necunoscută (10,56%)
Conform recensământului efectuat în 2021, populația comunei Izvoru Bârzii se ridică la 2.481 de locuitori, în scădere față de recensământul anterior din 2011, când fuseseră înregistrați 2.703 locuitori. Majoritatea locuitorilor sunt români (89,6%), iar pentru 10,32% nu se cunoaște apartenența etnică. Din punct de vedere confesional, majoritatea locuitorilor sunt ortodocși (89,2%), iar pentru 10,56% nu se cunoaște apartenența confesională.

## Politică și administrație
Comuna Izvoru Bârzii este administrată de un primar și un consiliu local compus din 11 consilieri. Primarul, Horia Balica[*], de la Partidul Social Democrat, este în funcție din 2004. Începând cu alegerile locale din 2024, consiliul local are următoarea componență pe partide politice:
|  | Partid                          | Consilieri | Componența Consiliului | Componența Consiliului | Componența Consiliului | Componența Consiliului | Componența Consiliului |
|  | ------------------------------- | ---------- | ---------------------- | ---------------------- | ---------------------- | ---------------------- | ---------------------- |
|  | Partidul Național Liberal       | 5          |                        |                        |                        |                        |                        |
|  | Partidul Social Democrat        | 5          |                        |                        |                        |                        |                        |
|  | Alianța pentru Unirea Românilor | 1          |                        |                        |                        |                        |                        |